# ゴールド・コード
ゴールド・コード（英語：Gold codes）とは、アメリカ軍の最高司令官であるアメリカ合衆国大統領（国家指揮権限保持者）に与えられている核兵器の発射コードである 。

## 概要
ゴールド・コードは核のフットボールと共に大統領が核攻撃を命令する際の認証に使用される。大統領が職務を遂行できない場合は憲法修正第25条に基づいて、副大統領に使用権が与えられる。ゴールド・コードはプラスチック製のカードに数字や文字が配置されている形で、「ビスケット（Biscuit）」の通称でも呼ばれる。形はクレジットカード・キャッシュカード・その他会員カード・身分証明書風で、コードが書かれたカードは大統領が身に付けている。コードを読み取る為には封じてある不透明プラスチックカバーを2つに折り、中身を取り出す必要がある。
ゴールド・コードは国家安全保障局によって毎日変更され、ホワイトハウス・ペンタゴン・戦略軍・E-6型航空機へと提供される。コードは最高レベルの国家機密であり、セキュリティ上カードに記載されているコードには、機能しないダミーのコードも含まれている。その為大統領は数字・文字列の中から正しいコードの位置を暗記しておかなければならない。
2012年3月30日に外交問題評議会の公開討論会において、ズビグネフ・ブレジンスキー元国家安全保障問題担当大統領補佐官は「後に誤った情報であると分かったが、滞在的な核攻撃の可能性についての警告が発せられた時、大統領にその事を伝えるべきかどうかを判断するのに3分を要した。また、大統領が次にどのような行動を起こせば良いか判断するにはさらに4分が必要だろう」と述べた。

## プロトコル
大統領が核兵器の使用を決めた際、まず運び人（携帯担当将校）によって「核のフットボール」が開かれる。そして大統領は内容物の一つ“報復措置が記された黒手帳”でどの攻撃オプションを使用するか決定する。攻撃オプションとは「メジャー・アタック・オプションズ（MAOs、大規模攻撃）」、「セレクテッド・アタック・オプションズ（SAOs、選択攻撃）」、「リミテッド・アタック・オプションズ（LAOs、限定攻撃）」を含むOPLAN 8010の下で開発されたプリセットの戦略プランである。 大統領が指定した攻撃オプションとゴールド・コードは安全な特別チャンネルを通じて国家軍事指揮センターに送信される。大統領は核兵器の使用を命じる権限を有する唯一の人物である。核兵器の使用には大統領の命令を国防長官が確認し、統合参謀本部議長が核兵器の使用命令を認証する手順になっている。命令はネブラスカ州のオファット空軍基地にあるアメリカ戦略軍司令部に国家軍事指揮センターを直接リンクさせている黄金の電話と呼ばれる、統合参謀本部のネットワークを通じて送信される。フランクリン・ミラーによれば、国防長官は命令を確認する必要があるが、拒否権は有していないため、核兵器の使用を命令できるのは大統領だけである。

## 関連リンク
- 国家指揮権限
- 核のフットボール
- 核兵器とイギリス（英語版）